# Elizabeth (Colorado)
Elizabeth es un pueblo ubicado en el condado de Elbert en el estado estadounidense de Colorado. En el Censo de 2010 tenía una población de 1.358 habitantes y una densidad poblacional de 419,46 personas por km².

## Geografía
Elizabeth se encuentra ubicado en las coordenadas 39°21′40″N 104°36′22″O / 39.36111, -104.60611. Según la Oficina del Censo de los Estados Unidos, Elizabeth tiene una superficie total de 3.24 km², de la cual 3.24 km² corresponden a tierra firme y (0%) 0 km² es agua.

## Demografía
Según el censo de 2010, había 1.358 personas residiendo en Elizabeth. La densidad de población era de 419,46 hab./km². De los 1.358 habitantes, Elizabeth estaba compuesto por el 94.48% blancos, el 0.29% eran afroamericanos, el 0.81% eran amerindios, el 0.52% eran asiáticos, el 0% eran isleños del Pacífico, el 1.77% eran de otras razas y el 2.14% pertenecían a dos o más razas. Del total de la población el 7.51% eran hispanos o latinos de cualquier raza.